# Reloj de diapasón

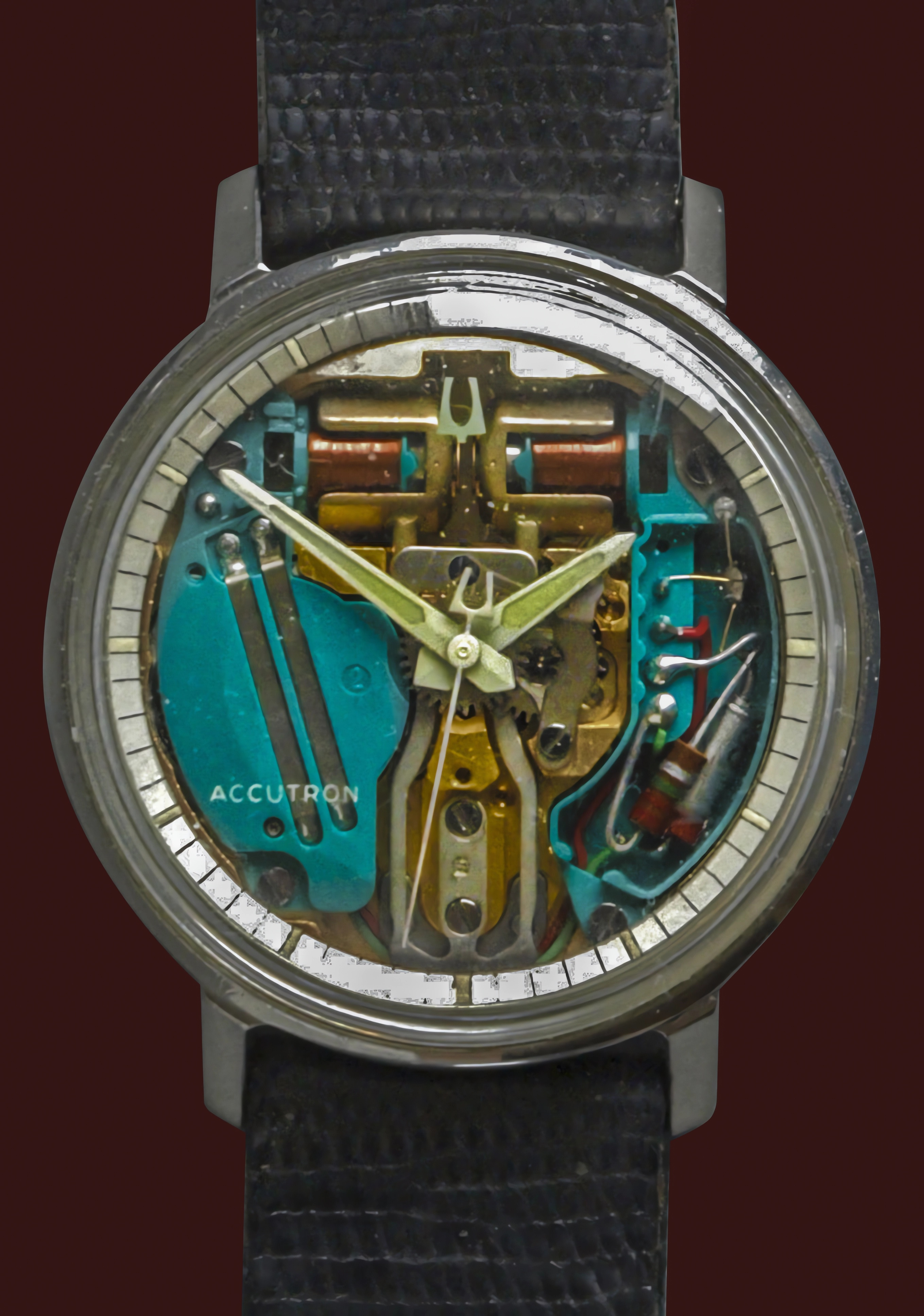
Reloj Bulova Accutron, modelo Spaceview de 1961

Los relojes de diapasón son un tipo de relojes de pulsera eléctricos que generan las oscilaciones mediante las que regulan su marcha valiéndose de un diapasón. En inglés se denominan tuning fork watches, y en alemán Stimmgabeluhr.

## Principio

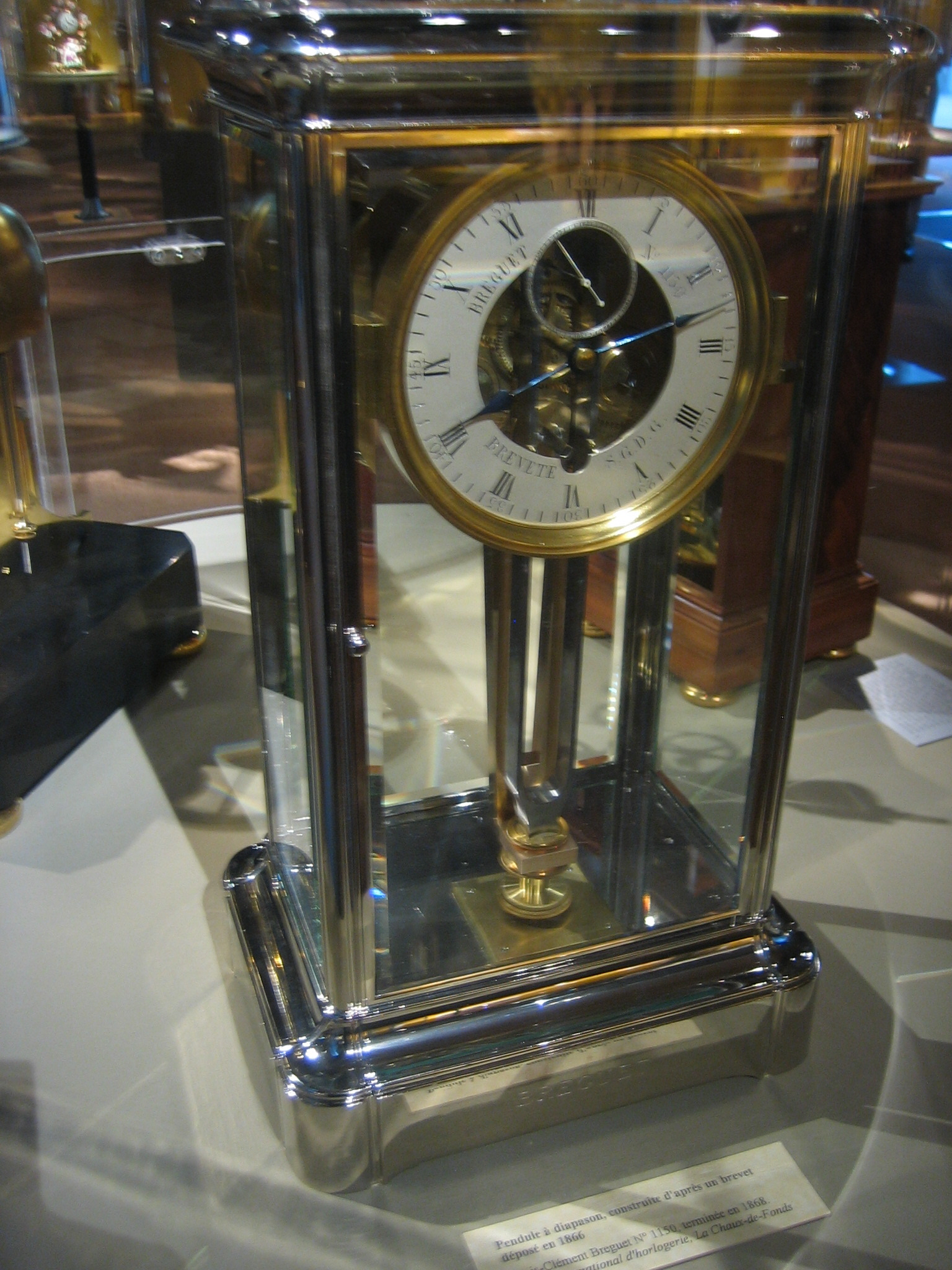
Reloj mecánico de diapasón Breguet, de 1866

En la década de 1950, todos los relojes de pulsera todavía funcionaban mecánicamente. Disponían de un volante regulador en forma de muelle en espiral para generar oscilaciones regulares, que funcionaba a frecuencias comprendidas entre 2,5 y 5 hercios. La precisión del reloj dependía de la exactitud con la que se mantenía esta frecuencia, y cuanto más alta era la frecuencia, menor era la desviación.
Ahora bien, la frecuencia del volante no se podía aumentar significativamente, por lo que se pensó en utilizar otros sistemas. En los relojes de diapasón, un pequeño diapasón vibraba a frecuencias comprendidas entre 300 y 720 hercios.

## Funcionamiento

### Estructura mecánica
El diapasón es excitado por pequeños electroimanes ligados a un circuito eléctrico controlado por transistores que genera impulsos eléctricos. Un trinquete ligado al diapasón transmite el movimiento al tren de ruedas, que a su vez hace girar las agujas del reloj. En lugar del tictac de un reloj convencional, con el diapasón se escucha un suave zumbido que es audible para el oído en un tono que se encuentra entre fa y fa sostenido. La rueda de trinquete está hecha de cobre al berilio, un material que es particularmente adecuado para el fresado de los diminutos engranajes que requiere el mecanismo.
Su bajo desgaste es otra ventaja importante. Mientras que un reloj automático normal consta de 26 piezas móviles, el movimiento de un diapasón solo requiere 12 piezas. Además, carece de un complejo mecanismo de escape, lo que facilita las reparaciones. Los cojinetes de los engranajes también soportan cargas menores, porque ninguna fuerza procedente de un resorte motor actúa sobre ellos.

### Circuito eléctrico
Así como un reloj mecánico funciona con un resorte, dos pequeñas bobinas generan el accionamiento en un reloj con diapasón para garantizar que el reloj no se detenga. Hay un imán en cada una de las dos puntas del diapasón. Las dos bobinas de accionamiento se conectan mediante una bobina de medición de fase a través de un transistor. Para ello, uno de los dos imanes permanentes inducidos conduce la corriente de control a la bobina de medición de fase, que luego conmuta el transistor.
Este control también equilibra el impacto sobre el mecanismo del movimiento: si el diapasón se desvía más debido a tal choque, la corriente de control se vuelve más pequeña, y por lo tanto, se suministra menos energía al diapasón, con lo cual la amplitud de su vibración disminuye. Por el contrario, si la desviación de la horquilla es demasiado pequeña, aumenta el suministro de energía.
El sistema consta de dos circuitos eléctricos, uno alimentado por la batería y el otro por el propio diapasón. El consumo de energía es tan bajo que la autonomía de la batería es de alrededor de un año.

## Accutron

### Invención
El primer reloj de diapasón fue creado por el ingeniero eléctrico de Basilea Max Hetzel (1921-2004). En 1950 aceptó un trabajo en el fabricante de relojes Bulova y puso en funcionamiento el primer movimiento el 19 de junio de 1953. El primer prototipo de un reloj de pulsera con diapasón se completó en noviembre de 1954. En este punto, tanto el transistor requerido como la batería (pila de botón) necesarios acababan de estar disponibles en el mercado. Los primeros modelos se incorporaron a la gama de ventas el 16 de octubre de 1960. Su nombre “Accutron” se compone de “Precisión” y “Electrónico”, la versión más barata costaba 175 dólares (equivalente a unos 1500 dólares en 2021 teniendo en cuenta la inflación). El Accutron funcionaba a 360 Hz y tenía una excelente desviación de tan solo 60 segundos por mes.

### Misiones espaciales
Los relojes Accutron fueron de gran importancia para las misiones espaciales de la NASA. En las cápsulas del Programa Gemini había relojes Accutron con una esfera de 24 h, y en el módulo lunar del Programa Apolo también había un Accutron con un dial de 60 horas.

### Difusión
Su uso en la NASA contribuyó significativamente a la popularidad del Accutron, de modo que en 1973 se vendió el reloj número cuatro millones. El último Bulova Accutron de la producción en serie original se fabricó en 1977. En 2011, con motivo del 50 aniversario del modelo, se lanzó una serie limitada de 1000 piezas de una réplica oficial del primer Accutron.

## Desarrollo
Durante mucho tiempo solo existían relojes de pulsera con cuerda manual, en los que la creciente relajación del resorte influía en la precisión de los relojes. Esto se solucionó con relojes en los que el resorte trabajaba a una tensión siempre uniforme, lo que se podía lograr mediante un sistema de cuerda automática accionada por movimiento manual o, en casos raros, mediante un motor eléctrico.
El diapasón y, después de 1970, los relojes de cuarzo con su frecuencia aún mayor trajeron nuevos avances en la precisión de los relojes, y acabaron de reemplazar por completo a los relojes de diapasón porque no requerían un accionamiento mecánico, sino que el reloj era accionado por un motor eléctrico independiente controlado por un sistema electrónico intermedio.

## Propietarios destacados
El destacado físico y escritor alemán Heinz Haber poseía un reloj de pulsera Accutron Spaceview y lo presentó en 1968 en la serie “¿Qué busca la gente en el espacio?” (episodio 12). Prestó especial atención al funcionamiento del reloj, e hizo audible para el público el suave zumbido del diapasón.